# Obytce
Obytce – gmina w Czechach, w powiecie Klatovy, w kraju pilzneńskim. Według danych z dnia 1 stycznia 2014 liczyła 208 mieszkańców.

## Galeria

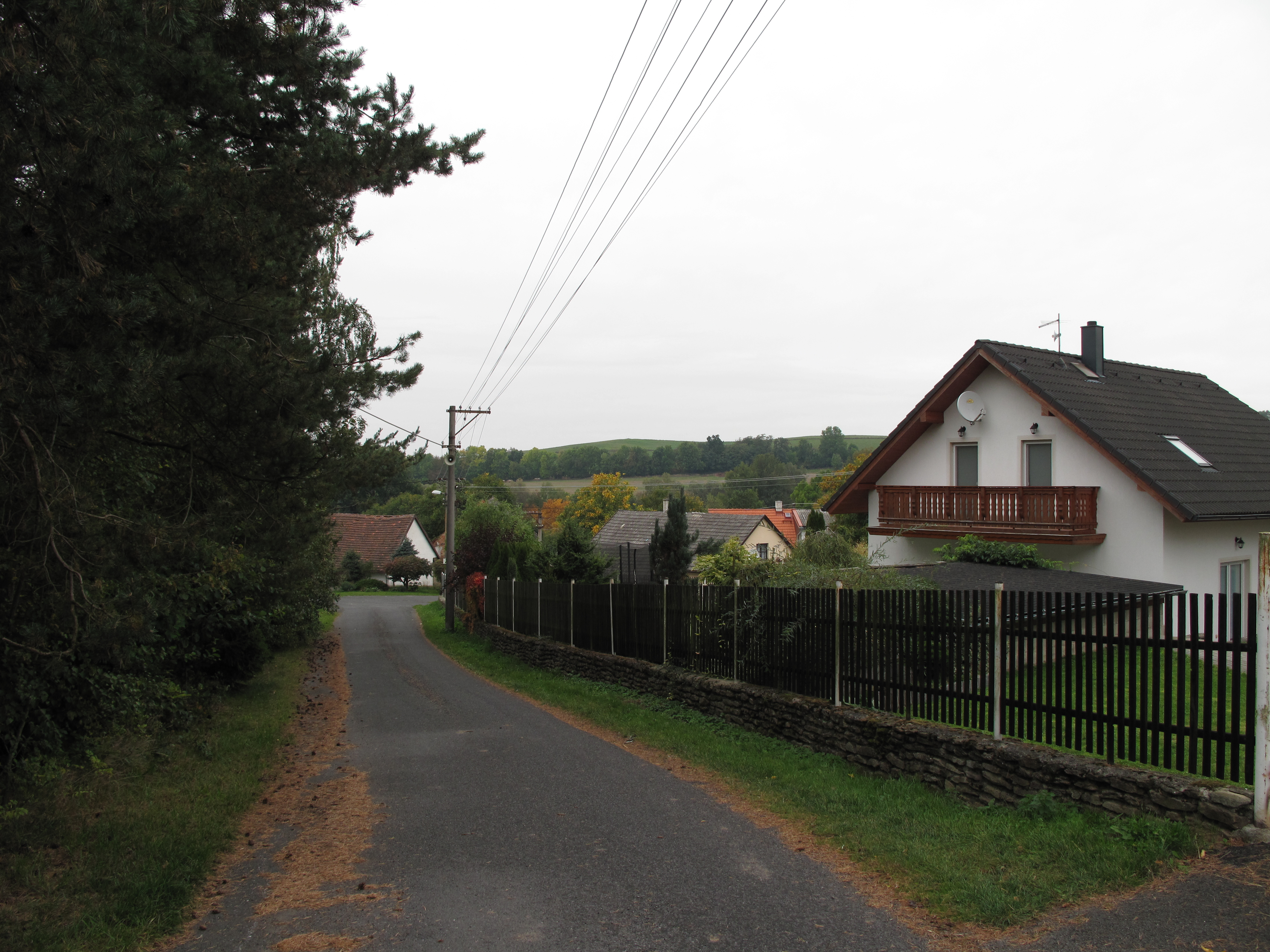
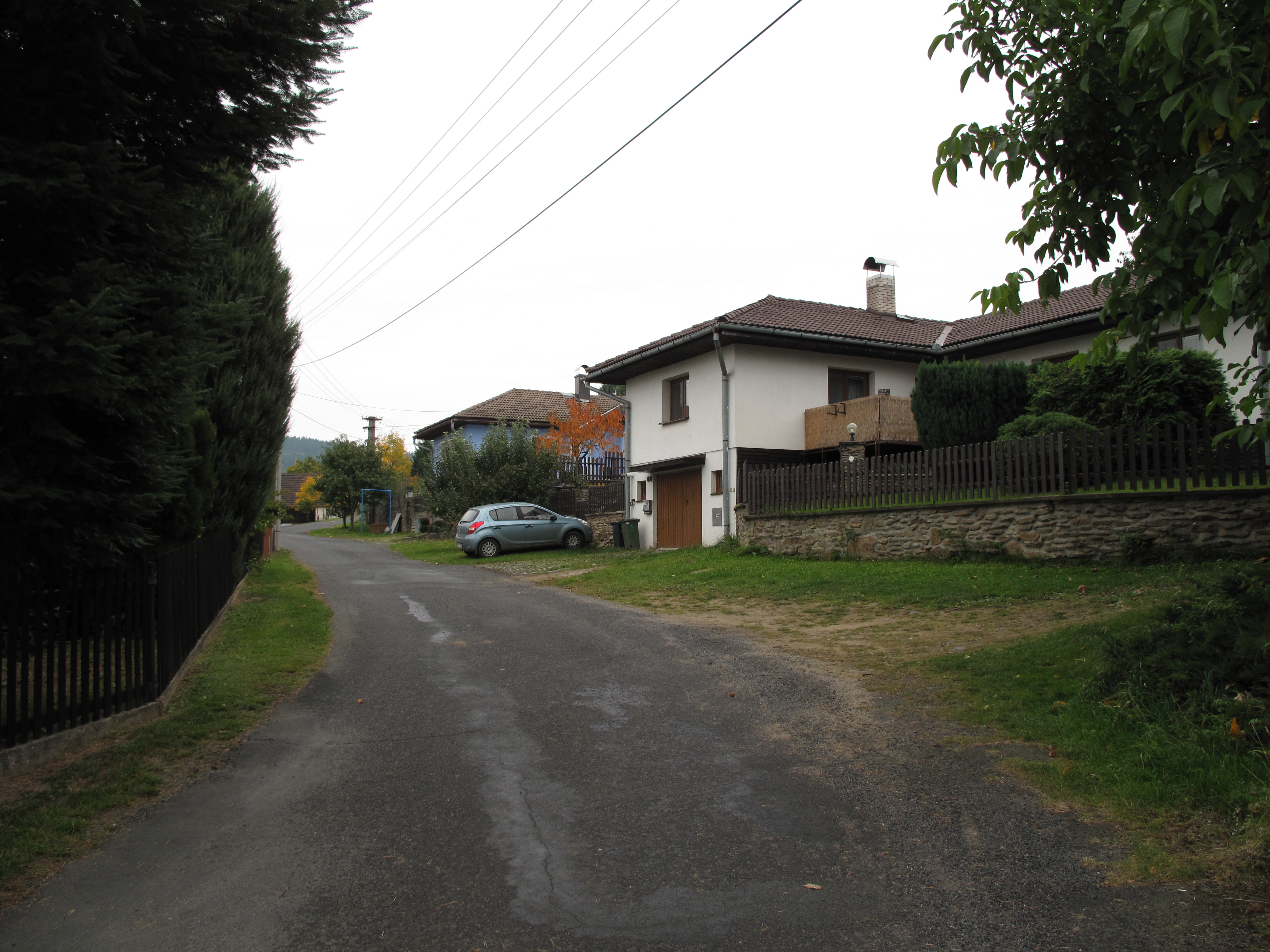
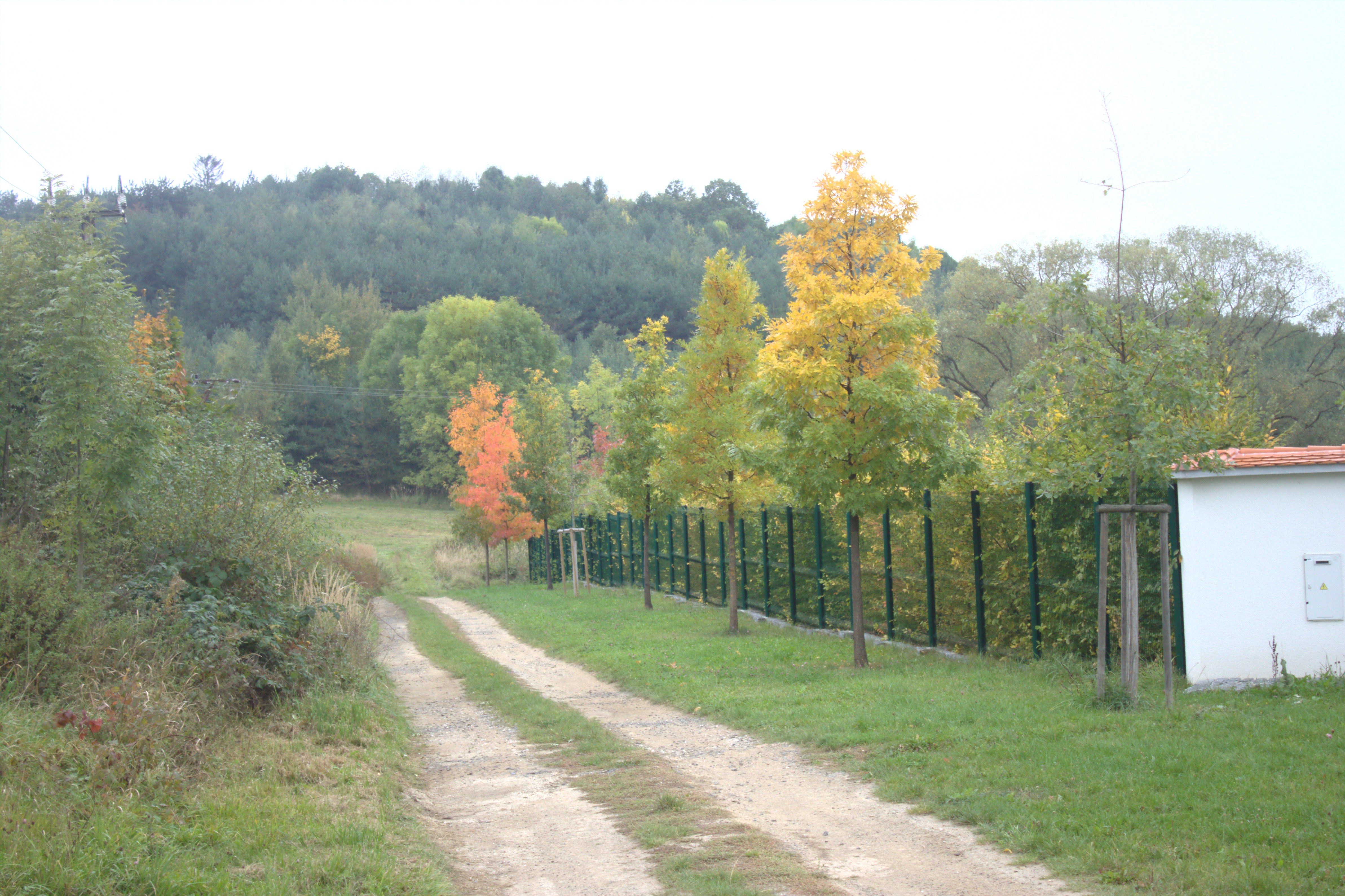